# 佐藤貫一
佐藤 貫一（さとう かんいち、1907年4月13日 - 1978年2月26日）は、日本の刀剣学者。（財）日本美術刀剣保存協会常務理事。刀剣博物館副館長。貴ノ花後援会会長。号は寒山。
日本刀研究の権威として知られる。特に新刀の研究で知られ、古刀の研究で知られる本間薫山と並んで、しばしば両山と呼ばれる。
栄典・称号は従四位・勲三等・瑞宝章・文学博士（國學院大學）・剣道教士七段。

## 経歴
- 1907年4月13日 、佐藤久平の子として山形県鶴岡市大海町（現・新海町）に生れる。
- 1925年、鶴岡中学校（現在の山形県立鶴岡南高等学校）を卒業
- 國學院大學国文科卒業。在学中は剣道部主将を務めた。
- 秋田中学校（現在の秋田県立秋田高等学校）教諭
- 1931年、東京府立第四中学校（現在の東京都立戸山高等学校）教諭
- 1942年、東京府立第一中学校（現在の東京都立日比谷高等学校）教諭
- 文部省国宝調査室嘱託を兼務
- 1947年、東京国立博物館に勤務
- 1948年、府立第一中学校辞任
- 同博物館学芸部刀剣室長
- 1960年5月23日、「御紋康継の研究」で文学博士号を取得
- 1969年、退官して（財）日本美術刀剣保存協会事務局長と刀剣博物館副館長を兼務
- 同協会常務理事
- 1978年2月26日、死去する。享年70。戒名は、「秀能院殿寒山悟道居士」。墓所は鶴岡市新海町にある[1]。

## 叙位・叙勲
- 1977年5月2日 - 勲三等・瑞宝章
- 1978年2月26日 - 従四位
- 1978年3月17日 - 特旨を以て位記を追賜

## 親族
- 従兄：土屋竹雨 - 漢詩人
- 長男：佐藤純一 - 東京大学名誉教授、スラブ言語学者
- 次男：佐藤純彌 - 映画監督
- 孫：佐藤東弥 - 日本テレビ・ディレクター
- 孫：佐藤信行 - 中央大学教授、公法、英米法、カナダ法学者

## 弟子
- 氏家彦太郎 - 刀剣鑑定家、（株）松ヶ岡製作所社長、致道博物館理事
- 小笠原信夫 - 刀剣学者。東京国立博物館刀剣室長など。

## 著作物

### 著書
- 「虎徹大鑑」（1955年）
- 「康継大鑑」（1960年）日本美術刀剣保存協会
- 「国広大鑑」
- 「刀剣鑑定手帖」（1955年7月）日本美術刀剣保存協会
- 「庄内金工名作集」（1966年）日本美術刀剣保存協会庄内支部
- 「日本の刀剣」（1961年）至文堂
- 「日本名刀図鑑」
- 「寒山押形新刀事典」
- 「後鳥羽院番鍛冶考」（1974年7月）後鳥羽院番鍛冶顕彰委員会
- 「銘刀押形」（1958年）日本美術刀剣保存協会
- 「堀川国広とその弟子」（1962年）伊勢寅彦
- 「武将とその愛刀」（1971年）新人物往来社
- 「武将と名刀」（1964年）人物往来社
- 「肥後金工大鑑」（1964年）日本美術刀剣保存協会
- 「備山愛刀図譜」（1964年）岡野多郎松
- 「日本刀は語る」（1977年12月）青雲書院
- 「日本名刀物語」（1962年）白凰社
- 「日本名刀100選」（1971年）秋田書店
- 「新・日本名刀100選」（1990年5月）秋田書店
- 「寒山刀剣教室・基礎篇」（1968年）徳間書店
- 「寒山刀話」（1973年）東京出版
- 「草薙廼舎押形」（1973年）日本美術刀剣保存協会
- 「上州刀工図譜」（1971年）日本美術刀剣保存協会高崎支部
- 「豊前守藤原清人」（1972年）豊前守藤原清人顕彰碑建設委員会
- 「私の愛刀」・『日本刀全集・第8巻』に収録（1967年）徳間書店

### 共著
- 「甲冑と刀剣」尾崎元春：著（1970年）小学館
- 「正宗とその一門」本間順治：著（1961年）日本美術刀剣保存協会

### 博士論文
- 「御紋康継の研究」（1960年5月23日）國學院大學

### 監修書
- 「趣味の目貫」（1969年）「趣味の目貫」刊行会
- 「図説刀装金工銘集録」若山泡沫：共著（1970年）雄山閣出版
- 「刀装小道具名品集」若山泡沫：著（1972年）雄山閣出版
- 「刀装小道具講座 第1巻」若山泡沫：著（1972年）雄山閣出版
- 「刀装小道具講座 第2巻」若山泡沫：著（1972年）雄山閣出版
- 「刀装小道具講座 第3巻」若山泡沫：著（1972年）雄山閣出版
- 「刀装小道具講座 第4巻」若山泡沫：著（1973年）雄山閣出版
- 「刀装小道具講座 第5巻」若山泡沫：著（1973年）雄山閣出版
- 「刀装小道具講座 第6巻」若山泡沫：著（1973年）雄山閣出版
- 「刀装小道具講座 第7巻」若山泡沫：著（1974年）雄山閣出版
- 「刀装小道具講座 別巻」若山泡沫：著（1974年）雄山閣出版
- 「日本刀紀行」（1976年）青雲書院
- 「現代刀名作図鑑」（1977年）刀剣春秋新聞社
- 「鐔鑑賞事典 上」若山泡沫：著（1977年）雄山閣出版
- 「鐔鑑賞事典 下」若山泡沫：著（1977年）雄山閣出版
- 「日本刀講座 第1巻 概説編」（1966年）雄山閣出版
- 「日本刀講座 第2巻 古刀鑑定編 上」（1966年）雄山閣出版
- 「日本刀講座 第3巻 古刀鑑定編 中」（1967年）雄山閣出版
- 「日本刀講座 第4巻 新刀鑑定編」（1966年）雄山閣出版
- 「日本刀講座 第5巻 新々刀鑑定編」（1967年）雄山閣出版
- 「日本刀講座 第6巻 小道具鑑定編 上」（1968年）雄山閣出版
- 「日本刀講座 第7巻 小道具鑑定編 下」（1969年）雄山閣出版
- 「日本刀講座 第8巻 外装編」（1966年）雄山閣出版
- 「日本刀講座 第9巻 古刀鑑定編 下」（1968年）雄山閣出版
- 「日本刀講座 第10巻 研究総括編」（1970年）雄山閣出版

### 関連書籍
- 「寒山譜-佐藤貫一先生十七回忌法要-」（1994年）名刀鑑賞会
- 「佐藤寒山先生を偲ぶ-寒山刀剣講座完成記念-」（1985年）刀和会
- 「辛夷-寒山先生遺墨遺詠-」（1979年）美術刀剣保存協会庄内支部